# 3ª Squadriglia Caproni
La 3ª Squadriglia Caproni si mobilita il 17 ottobre 1915 con aerei da bombardamento Caproni.

## Storia

### Prima guerra mondiale
La Squadriglia si forma sul campo volo di Cascina Malpensa l'8 ottobre 1915 al comando del capitano Pier Ruggero Piccio futuro asso dell'aviazione ed altri 3 piloti tra i quali il Cap. Giulio Palma di Cesnola, 2 osservatori tra cui il Capitano Pico Deodato Cavalieri e 2 Caproni Ca.32.
Il 17 ottobre si sposta in zona di guerra al campo di Comina (Friuli-Venezia Giulia) alle dipendenze del Gruppo comando battaglione aviatori (che dal 1º novembre diventa Gruppo comando supremo) e, nell'ambito della Terza battaglia dell'Isonzo, il 18 ottobre i due Ca. bombardano il campo di Aisovizza ed arriva un ulteriore Ca.
Il 2 novembre si sposta all'Aeroporto di Aviano e continua a bombardare il settore del Carso.
Il 18 febbraio 1916, in risposta alle incursioni aeree avversarie sulle città, il Ca. di Palma e del Cap. Luigi Carnevale partecipa all'incursione strategica lanciando le bombe sulla stazione di Lubiana ed il 1º marzo Piccio lascia il comando al Cap. pilota Adolfo Resio.
Il 15 aprile nel cambio generale dei nomi delle forze aeree diventa 3ª Squadriglia Aeroplani ed il Gruppo diventa IV Gruppo Aeroplani.
Il 16 giugno un Ca. viene attaccato da un aereo austriaco sul Monte Longara sull'Altopiano di Asiago che dopo le raffiche difensive si abbassa rapidamente a nord di Gallio (Italia).
Il 28 giugno il comando interinale passa al cap. Luigi Carnevale visto che dal 15 Resio era in missione alla direzione tecnica ed il 9 agosto durante il bombardamento di Dorimbergo e Prevacina il mitragliere Ugo De Ciantis dotato di Fiat Mod. 14 tipo Aviazione rivendica un caccia.
Il 15 agosto l'unità dispone di 3 Caproni Ca.32 ed un Caproni Ca.33, 8 piloti (tra cui il Tenente Germano Ruggerone ex ciclista, pioniere dell'aviazione e veterano della guerra di Libia, prese da lui il nome la squadra Paulista del Ruggerone Foot Ball Club), 3 osservatori e 3 mitraglieri.
Il 26 agosto il comandante di squadriglia è il cap. Luigi Falchi (aviatore) ed il 13 settembre i 4 Ca. effettuano il bombardamento notturno del cantiere navale di Trieste.
Il 1º gennaio 1917 dispone di 4 Ca., 8 piloti tra cui il Tenente Casimiro Buttini figlio adottivo dell'onorevole Camillo Peano, 2 osservatori e 4 mitraglieri ed il 6 gennaio un Ca. bombarda di notte Hermada.
L'8 gennaio 2 Ca. bombardano la stazione di San Daniele del Carso ed il 10 aprile il reparto passa sotto l'XI Gruppo.
Dopo la partenza di Falchi il tenente osservatore Tito Giovambattista Benetti prende il comando interinale fino al trasferimento del 25 aprile cedendo il comando a Ruggerone.
Sempre il 25 aprile arriva il Cap. Cesare Darby.
Nell'ambito della Decima battaglia dell'Isonzo bombardano Birhula di Zagrajec vicino a Comeno, Vogrsko e Vojščica.
Il 22 luglio arriva una visita di un gruppo di ufficiali superiori americani seguiti da ufficiali francesi, giapponesi, spagnoli e serbi, alla presenza del comandante l'Aeronautica in guerra generale Leone Andrea Maggiorotti con un discorso di Gabriele D'Annunzio.
Il 28 luglio attaccano un obiettivo militare di Idria e il 1º agosto la squadriglia del cap. Ruggerone dispone di 4 Ca. 350 hp basato su motore Isotta Fraschini V.4, altri 8 piloti, 2 osservatori e 5 mitraglieri.
Il 3 agosto un Ca. lancia 8 bombe sull'Arsenale di Pola provocando un incendio ed il 4 agosto 2 Ca. tornano a bombardarlo.
Il 9 settembre dopo un attacco su Ternova d'Isonzo il Ca. di Buttini viene abbattuto dall'antiaerea ed atterra in emergenza sulle trincee italiane.
Dopo la battaglia di Caporetto il 31 ottobre si sposta a Padova con 4 Ca., 9 piloti, 3 osservatori e 5 mitraglieri, il 2 novembre va al Campo di aviazione di Arcade ed il 6 novembre all'Aeroporto di Brescia-Ghedi.
Il 13 novembre passa sotto il XIV Gruppo Aeroplani, il 5 dicembre torna a Padova ed il 20 dicembre bombarda San Donà di Piave.
L'11 gennaio 1918 si schiera a Longvic con 4 Ca., 9 piloti, 4 osservatori e 6 mitraglieri sotto il XVIII Gruppo (poi 18º Gruppo caccia) ed il 19 febbraio alla Base aerea di Nancy-Ochey agli ordini del Comando Aeronautica del Gruppo d'armate Est del fronte occidentale francese.
Il 23 marzo 3 Ca. bombardano il campo di Metz ed il 3 aprile si spostano a Villeneuve-lès-Avignon per l'Offensiva di primavera.
Il 13 aprile bombardano di notte la stazione di Montcornet (Champagne-Ardenne) ed in seguito Léon (Francia), Fismes e Fère-en-Tardenois.
Al 1º giugno è composta da 9 piloti, 5 osservatori e 6 mitraglieri ed il 5 agosto si sposta a Chermisey.
Il 10 ottobre alla luce della luna sganciano 1.386 kg di bombe su Audun-le-Roman e Dommary-Baroncourt ed infine il 30 ottobre bombardano Longuyon.
All'inizio del 1919 l'unità è a Villacoublay per sperimentare la posta aerea, al 20 aprile era ad Orly con 4 Caproni Ca.33 e 2 Caproni Ca.44 e sempre in Francia viene sciolta il 6 novembre.

### Seconda guerra mondiale
Al 10 giugno 1940 era nell'43º Gruppo o XLIII Gruppo del Ten. Col. Giulio Monteleone con 7 Fiat B.R.20 a Cascina Vaga di Arena Po nel 13º Stormo Bombardamento Terrestre della 4ª Divisione Aerea “Drago” nella 1ª Squadra aerea.
Al 22 ottobre successivo era a Melsbroek di Steenokkerzeel nel Corpo Aereo Italiano fino al 10 gennaio 1941.
All'8 settembre 1943 era nel XLIII Gruppo Combattimento di Devoli con 9 Caproni Ca.314 nell'Aeronautica dell'Albania - AALB. 
Al 7 luglio 1944 era nel I Gruppo con i Savoia-Marchetti S.M.82 all'Aeroporto di Lecce ed al 2 maggio 1945 all'Aeroporto di Bari-Palese.